# Corbeau à collier
Espèce
Synonymes
- Corvus pectoralis Gould, 1836[1]
- Corvus torquatus Lesson, 1831[1]

Statut de conservation UICN

 VU C2a(ii) : Vulnérable
Le Corbeau à collier (Corvus torquatus), également connu sous les noms de Corbeau à col blanc ou Corbeau Théofan-Marie, est une espèce d'oiseaux de la famille des Corvidés et originaire de la Chine et du nord du Vietnam.

## Description
Dans sa description originale, l'auteur indique que cet oiseau noir avec un large collier gris à l'arrière du cou et présente une ceinture blanche sur le thorax. Son ventre est noir.
Du fait de son comportement charognard, ce corbeau a aujourd'hui une mauvaise réputation en Chine. 

## Publication originale
- R. P. Lesson, Traité d’ornithologie (œuvre écrite), 1831, [lire en ligne].